# Marzio Ginetti
Marzio Ginetti (ur. 6 kwietnia 1585 w Velletri, zm. 1 marca 1671 w Rzymie) – włoski kardynał, wieloletni urzędnik Kurii Rzymskiej.

## Życiorys
Marzio Ginetti urodził się w Velletri, ale jego rodzina wywodziła się z Bergamo. W młodym wieku przybył do Rzymu, gdzie ukończył Seminarium Rzymskie i uzyskał doktorat obojga praw. Wstąpił do stanu duchownego ok. 1605 i został kolejno referendarzem trybunałów Sygnatury Łaski i Sygnatury Sprawiedliwości (1606), abrewiatorem (1607), papieskim szambelanem honoru (1611) oraz wikariuszem kardynała Odoardo Farnese (1617–1623). W czerwcu 1623 został audytorem kardynała kamerlinga Ippolito Aldobrandiniego.
W dniu 6 sierpnia 1623 papieżem został zaprzyjaźniony z Ginettim kardynał Maffeo Barberini (1568–1644), który przybrał imię Urban VIII. Pod koniec 1623 Ginetti został mianowany sekretarzem Świętej Konsulty i sprawował ten urząd przez sześć lat. Pracując w Świętej Konsulcie, będącej najwyższym sądem administracyjnym Państwa Kościelnego, zyskał przyjaźń i zaufanie papieskiego bratanka, kardynała Francesco Barberiniego. Również brat Urbana VIII, kardynał Antonio Marcello Barberini, został jego patronem. W dniu 5 lutego 1626 został mianowany papieskim majordomem, czyli prefektem Pałacu Apostolskiego.
Jeszcze przed nominacją na majordoma Urban VIII na konsystorzu 19 stycznia 1626 mianował Ginettiego kardynałem in pectore. Nominację tę opublikował na konsystorzu 30 sierpnia 1627 roku. Zaledwie kilka tygodni później Ginetti został prefektem nowo utworzonej Kongregacji ds. Granic Państwa Kościelnego, jednak funkcję tę pełnił jedynie dwa lata.
Marzio Ginetti był jednym z najbliższych współpracowników Urbana VIII, który podobno nazywał go nawet swoim „czwartym bratankiem”. Przez zewnętrznych obserwatorów (np. w raportach dyplomatów z Wenecji) określany był wprawdzie jako przeciętnie uzdolniony i pozbawiony politycznych talentów, jednak papież Urban VIII cenił przede wszystkim lojalność, a pod tym względem Ginetti był wobec niego bez zarzutu. Na przełomie 1627/28 w raportach dyplomatycznych spekulowano, że zostanie mianowany sekretarzem stanu, ale ostatecznie do takiej nominacji nigdy nie doszło. Od 3 października 1629 Ginetti pełnił funkcję wikariusza generalnego diecezji rzymskiej, a oprócz tego został skierowany do pracy w prawie wszystkich stałych kongregacjach kardynalskich Kurii Rzymskiej. Między innymi został członkiem Kongregacji Rzymskiej Inkwizycji (w 1629) i był jednym z sędziów Galileusza. W 1632 bezwarunkowo stanął po stronie Urbana VIII w jego sporze z hiszpańskim ambasadorem, kardynałem Gasparem Borja y Velasco, którego poparła spora część kardynałów (m.in. Roberto Ubaldini, Ludovico Ludovisi).
Pomimo ogromnego zaufania, jakim obdarzał go papież Urban VIII, Ginetti wszedł w konflikt z jednym z jego bratanków, kardynałem Antonio Barberinim, który próbował doprowadzić do oddalenia go z najbliższego otoczenia papieża. Protekcja ze strony kardynała Antonio Marcello Barberiniego osłoniła jednak Ginettiego przed tymi intrygami.
W dniu 17 września 1635 Urban VIII mianował Ginettiego swoim legatem w ogarniętych wojną trzydziestoletnią Niemczech, w celu doprowadzenia do pokoju między Francją a Habsburgami. Z uwagi na różne trudności Ginetti wyruszył jednak dopiero w czerwcu 1636 i w październiku 1636 dotarł do Kolonii. Trwająca blisko cztery lata misja zakończyła się totalnym fiaskiem, a jej przebieg dowiódł braku większych uzdolnień dyplomatycznych Ginettiego, który nie potrafił zapanować nad intrygami i rywalizacją w jego własnym otoczeniu i popadł w konflikt z nuncjuszem apostolskim w Kolonii Fabio Chigim, który kilkanaście lat później został papieżem Aleksandrem VII (1655–1667).
Po zakończeniu misji w Niemczech Marzio Ginetti nie powrócił od razu do Rzymu, gdyż 19 listopada 1640 został mianowany legatem apostolskim w Ferrarze, którym pozostał do listopada 1642. Po powrocie do Rzymu zajął się rozbudową pałacu rodowego w Velletri.
Marzio Ginetti uczestniczył w konklawe po śmierci Urbana VIII. Krótko po jego zakończeniu przyjął święcenia kapłańskie i został awansowany do rangi kardynała prezbitera, a w 1653 przeszedł do rangi kardynała biskupa, otrzymując kolejno diecezje suburbikarne Albano (1653), Sabina (1663) i na końcu Porto e S. Rufina (1666). Postrzegany jako bliski i wierny stronnik rodu Barberinich, był traktowany z rezerwą, a nawet wrogością przez nowego papieża Inocentego X oraz jego następcę Aleksandra VII i nie odgrywał za ich pontyfikatów większej roli w Kurii Rzymskiej. Uczestniczył w konklawe 1655 i konklawe 1667, ale nie był uważany za poważnego kandydata na papieża. Od 1651 jako kardynał inkwizytor zajmował się problemem herezji jansenistycznej, ale jego umiarkowane i koncyliacyjne podejście nie zyskało aprobaty większości pozostałych członków Inkwizycji ani papieża Innocentego X i później Aleksandra VII, którzy preferowali twarde stanowisko wobec jansenistów. Dopiero za pontyfikatu Klemensa IX (1667–1669) rola Ginettiego zwiększyła się i wywarł on znaczny wpływ na treść wypracowanej wówczas, łagodnej dla jansenistów formuły „pokoju klementyńskiego”. Na Konklawe 1669–1670 był rozważany jako kandydat na papieża „przejściowego”, ale z powodu choroby musiał opuścić obrady i ostatecznie papieżem został kardynał Emilio Altieri, który przybrał imię Klemens X.
Marzio Ginetti zmarł w Rzymie jako subdziekan Świętego Kolegium Kardynałów w wieku niespełna 86 lat.

## Życie prywatne
Według francuskich raportów dyplomatycznych kardynał Marzio Ginetti miał być ojcem nieślubnej córki, jednak na ten temat nic bliżej nie wiadomo.

## Sprawowane urzędy
Pomimo że Marzio Ginetti jako polityk i dyplomata nie był szczególnie ceniony przez współczesnych, jest on prawdopodobnie rekordzistą pod względem liczby piastowanych jednocześnie stanowisk kierowniczych w Kurii Rzymskiej. Przez prawie 42 lata sprawował urząd wikariusza generalnego diecezji rzymskiej, a nadto zasiadał w następujących, stałych kongregacjach kardynalskich:
- Kongregacji ds. Granic Państwa Kościelnego (1627–1629, jako prefekt)[4]
- Świętej Konsulcie (1627–1671, do 1629 jako sekretarz)
- Kongregacji ds. Legacji Awiniońskiej (poświadczony w 1629)
- Kongregacji ds. Wód (1629–1671)
- Kongregacji ds. Kościelnych Immunitetów (1629–1671, od 1644 jako prefekt)
- Kongregacji Świętego Oficjum Inkwizycji (1629–1671)[4]
- Kongregacji ds. Indeksu (1631–1671, od 1661 jako prefekt)
- Kongregacji ds. Biskupów i Zakonników (1633–1671, jako prefekt)[4]
- Kongregacji ds. Rezydencji Biskupów (1635–1671, po 1646 jako prefekt)
- Kongregacji Konsystorialnej (1644–1671)
- Kongregacji ds. Egzaminowania Biskupów (1644–1671)
- Kongregacji Rozkrzewiania Wiary (1644–1671)
- Kongregacji ds. Obrzędów (1644–1671, od 1663 jako prefekt)
- Kongregacji ds. Wizytacji Apostolskich (1629–1671)
- Trybunale Apostolskiej Sygnatury Łaski (1657–1671)
- Kongregacji ds. Stanu Zakonnego (1661–1671)
- Kongregacji ds. Reformy Statutów Kleru Rzymskiego (1667–1671, jako prefekt)
- Kongregacji ds. Odpustów i Świętych Relikwii (1668–1671, jako prefekt).

W chwili śmierci Ginetti był zatem prefektem aż siedmiu stałych kongregacji kardynalskich. Oprócz tego, zasiadał on w licznych tzw. kongregacjach partykularnych, tworzonych ad hoc dla rozwiązania konkretnej sprawy.
Marzio Ginetti był także kardynałem-protektorem zakonów karmelitów, bonifratrów, trynitarzy i pijarów, cysterskiej Kongregacji św. Bernarda w Ss. Vincenzo e Anastasio oraz arcyszpitala S. Spirito in Sassia.